# 西多·费伦茨
西多·费伦茨（匈牙利語：Sidó Ferenc，1923年4月18日—1998年2月6日），出生于斯洛伐克帕塔，匈牙利男子乒乓球运动员。他曾获得12枚世界乒乓球锦标赛金牌。